# مدیسون (ایندیانا)
مدیسون، ایندیانا (به انگلیسی: Madison, Indiana) یک شهر در ایالات متحده آمریکا با جمعیت ۱۱٬۹۶۷ نفر است که در ایندیانا واقع شده‌است.

## موقعیت جغرافیایی
موقعیت جغرافیایی شهرها و مناطق اطراف به شرح زیر است: